# Rika Hiraki
Rika Hiraki (jap. 平木 理化, Hiraki Rika; * 6. Dezember 1971 in Beirut, Libanon) ist eine ehemalige japanische Tennisspielerin.

## Karriere
Hiraki, die im Alter von sechs Jahren mit dem Tennisspielen begann, gewann 1997 mit ihrem Doppelpartner Mahesh Bhupathi die Konkurrenz im Mixed bei den French Open. Sie bezwangen im Finale Lisa Raymond und Patrick Galbraith in zwei glatten Sätzen.
Auf der WTA Tour gewann Hiraki insgesamt sechs Doppelturniere, allesamt auf Hartplatz.
Von 1993 bis 2001 spielte sie fünf Doppelpartien für die japanische Fed-Cup-Mannschaft, ihr gelangen dabei drei Siege.
Rika Hiraki beendete ihre Profikarriere im Februar 2003.

## Turniersiege

### Doppel
| Nr. | Datum        | Turnier  | Kategorie    | Belag             | Partnerin       | Finalgegnerinnen                  | Ergebnis       |
| --- | ------------ | -------- | ------------ | ----------------- | --------------- | --------------------------------- | -------------- |
| 1.  | Oktober 1991 | San Juan | WTA Tier IV  | Hartplatz         | Florencia Labat | Sabine Appelmans Camille Benjamin | 6:3, 6:3       |
| 2.  | April 1992   | Tokio    | WTA Tier IV  | Hartplatz         | Amy Frazier     | Kimiko Date Stephanie Rehe        | 5:7, 7:65, 6:0 |
| 3.  | April 1996   | Jakarta  | WTA Tier III | Hartplatz         | Naoko Kijimuta  | Laurence Courtois Nancy Feber     | 7:62, 7:5      |
| 4.  | Februar 1997 | Oklahoma | WTA Tier III | Hartplatz (Halle) | Nana Miyagi     | Marianne Witmeyer Tami Jones      | 6:4, 6:1       |
| 5.  | April 1997   | Tokio    | WTA Tier III | Hartplatz         | Alexia Dechaume | Kerry-Anne Guse Corina Morariu    | 6:4, 6:2       |
| 6.  | Oktober 1997 | Surabaya | WTA Tier IV  | Hartplatz         | Kerry-Anne Guse | Maureen Drake Renata Kolbovic     | 6:1, 7:65      |

### Mixed
| Nr. | Datum     | Turnier     | Kategorie  | Belag | Partner         | Finalgegner                    | Ergebnis |
| --- | --------- | ----------- | ---------- | ----- | --------------- | ------------------------------ | -------- |
| 1.  | Juni 1997 | French Open | Grand Slam | Sand  | Mahesh Bhupathi | Lisa Raymond Patrick Galbraith | 6:4, 6:1 |